# ایزیمکا
ایزیمکا (انگلیسی: Izimka) یک شهرک در شهرستان شارانسکی استان باشقیرستان کشور روسیه است.